# Raymond Chandler
Raymond Thornton Chandler (Chicago, Illinois, 1888. július 23. – San Diego, Kalifornia, 1959. március 26.) amerikai krimiíró. Stílusa és gondolkodásmódja jelentősen hatott a bűnügyi irodalomra. Írásainak visszatérő szereplője, Philip Marlowe a „hardboiled” stílusú detektívregényhősök mintájává vált.

## Élete
Chandler Chicagóban született 1888-ban. 1895-ben, szülei válása után az Egyesült Királyság költözött. Anyai nagybátyja, egy sikeres ügyvéd finanszírozta tanulmányait. A londoni Dulwich College-ba járt 1900-tól, ahol klasszikus oktatásban részesült. 1907-ben megszerezte a brit állampolgárságot, hogy letehesse a közszolgálati (Civil Service) vizsgát. Miután ezt megtette, állást kapott a haditengerészetnél, ahol azonban csak nagyjából egy éven át dolgozott. Első versét ebben az időben adták ki. Miután felhagyott közszolgálati pályájával, alkalmi újságírásból élt, és folytatta a versírást, kései romantikus stílusban.
Chandler 1912-ben visszatért az Amerikai Egyesült Államokba, és könyvelőnek tanult. 1917-ben jelentkezett a kanadai hadseregbe, és annak kötelékében harcolt Franciaországban. Az első világháború után Los Angelesbe költözött, és viszonyt kezdett egy idősebb, kétszer elvált nővel, Cissy Pascallal, 1924-ben össze is házasodtak. Amerikai felesége révén Chandler egyszerre volt amerikai és brit állampolgár. 1932-re Chandler a kaliforniai Dabney olajvállalat alelnöke lett, de alkoholizmusa miatt elvesztette állását.

## Íróként
Első történetét 1933-ban adták ki, Black Mask (Fekete maszk) címmel. Első regénye, a Hosszú álom (The Big Sleep) 1939-ben jelent meg.
A regényeivel aratott siker után Chandler hollywoodi forgatókönyvírónak szegődött, ahol Billy Wilderrel dolgozott együtt James M. Cain regényén, a Double Indemnityn). Egyetlen saját forgatókönyve a The Blue Dahlia (1946). Rrészt vett Alfred Hitchcock Idegenek a vonaton című filmje forgatókönyvének elkészítésében is (1951).
Nagy-britanniai bevételei miatt Chandler 1946-ban összetűzésbe került az ottani adóhatósággal. Két évvel később emiatt lemondott brit állampolgárságáról. Régi vágya, hogy Cissyt elvigye Angliába, végül 1952-ben teljesült.
Felesége 1954-ben meghalt, és a fájdalmas idegbetegségtől gyötört Chandler újra inni kezdett. Kevesebbet írt, munkái minősége romlott. Az író 1955-ben öngyilkosságot kísérelt meg. Több nővel, köztük Helga Greene-nel és Jean Fracasse-vel is megismerkedett, előbbi egy ideig a jegyese volt. Egy elvetélt próbálkozás után, hogy újra Angliában telepedjen le, hazatért Amerikába. 1959-ben halt meg tüdőgyulladásban. Vagyonát, némi jogi hercehurca után, Fracasse ellenében Greene örökölte.

## Művészete
Chandler finoman megmunkált prózáját elismerték a kritikusok, írásait olyan írók és értelmiségiek is szerették, mint W. H. Auden, Evelyn Waugh és Ian Fleming. Noha mozgalmas és szenvtelen (hardboiled) stílusát jórészt Dashiell Hammett inspirálta, lírai hasonlatai meglehetősen egyediek közegükben. Az olyan hasonlatok, mint „a percek lábujjhegyen osontak, ujjukkal ajkukon” (Asszony a tóban), a magánnyomozókról szóló fiktív történetek jellegzetességévé váltak, és később Chandler nevével is illették ezt a fajta stílust. Ez utóbbi számtalan paródia tárgya is lett.
Chandler a ponyvairodalom éles szemű kritikusa is volt, esszéje, a The Simple Art of Murder irányadó szakmai mű.
Chandler összes regénye filmvászonra került, a legismertebb az 1946-os Hosszú álom, amelyet Howard Hawks rendezett Humphrey Bogart és Lauren Bacall főszereplésével).

## Regényei
- Hosszú álom (1939), ez volt az első regénye. [címverzió: Örök álom]
- Kedvesem, isten veled! (1940)
- A magas ablak (1942) [címverzió: Az emeleti ablak]
- Asszony a tóban (1943)
- A kicsi nővér (1949) [címverzió: A hugica]
- Elkéstél, Terry! (1954) (Edgar Allan Poe-díjat kapott érte. Eredeti címe:The Long Goodbye) [címverzió: Hosszú búcsú]
- Visszajátszás (1958)
- Poodle Springs (1959) (Jóval a szerző halála után fejezte be Robert B. Parker, 1989-ben) [címverzió: Philip Marlowe a nevem]

## Novellái
Chandler novellái jellemzően Philip Marlowe vagy más, hozzá hasonlóan peches magánnyomozók (John Dalmas, Steve Grayce) kalandjait beszélik el, esetleg irgalmas szamaritánusokról szólnak (Mr. Carmady). Kivételnek minősül a hátborzongató The Bronze Door és az English Summer című novella, ami – Chandler szavaival élve – egy, a vidéki Angliában játszódó „gótikus románc” történetét beszéli el.
Érdekességszámba megy, hogy az ötvenes években sugárzott rádiójátékban, a The Adventures of Philip Marlowe-ban (Philip Marlowe kalandjai) más hősöket cserélt le a címben szereplőre. Így került például a szóban forgó detektív Steve Grayce helyére a The King in Yellow adaptációjában.

### Detektívtörténetek
- "Blackmailers Don't Shoot" (1933)
- "Smart-Aleck Kill" (1934)
- "Finger Man" (1934)
- "Killer in the Rain" (1935)
- "Nevada Gas" (1935)
- "Spanish Blood" (1935)
- "Guns at Cyrano's" (1936)
- "Goldfish" (1936)
- "The Man Who Liked Dogs" (1936)
- "Pickup on Noon Street" (1936; eredeti címe: "Noon Street Nemesis")
- "The Curtain" (1936)
- "Try the Girl" (1937)
- "Mandarin's Jade" (1937)
- "The King in Yellow" (1938)
- "Red Wind" (1938)
- "Bay City Blues" (1938)
- "Pearls Are a Nuisance" (1939)
- "Trouble is My Business" (1939)
- "No Crime in the Mountains" (1941)
- "The Pencil" (1961; posztumusz kiadás; eredetileg a "Marlowe Takes on the Syndicate" cím alatt adták ki)

### Egyéb novellái
- "I'll Be Waiting" (1939)
- "The Bronze Door" (1939)
- "Professor Bingo's Snuff" (1951)
- "English Summer" (1976; posztumusz kiadás)

## Magyarul

### 1989-ig
- Asszony a tóban; ford. Gy. Szentkláray Olga; Magvető, Bp., 1966 (Albatrosz könyvek)
- Hosszú álom; ford. Lengyel Péter; Magvető, Bp., 1967 (Albatrosz könyvek)
  - (Örök álom címen is)
- A magas ablak; ford. Gy. Szentkláray Olga; Magvető, Bp., 1969 (Albatrosz könyvek)
- Elkéstél, Terry!; ford. Papp Zoltán; Magvető, Bp., 1973 (Albatrosz könyvek)
  - (Hosszú búcsú címen is)
- Visszajátszás / A fecsegő férfi / A király sárgában; ford. Szentgyörgyi József, Fehér Katalin; Interpress, 1987 (IPM könyvtár)
- A gyöngy bajjal jár. Elbeszélések / Frontátvonulás / Egy lány a Noon streeten / Nevada-gáz; ford. Bart István, Borbás Mária, Lengyel Péter; Európa, Bp., 1989 (Fekete könyvek)

### 1990–
- Kedvesem, Isten veled!; ford. Molnár Miklós; Fabula, Bp., 1991
- Raymond Chandler–Robert B. Parker: Philip Marlowe a nevem; ford. Szentgyörgyi József; JLX Kft., Bp., 1991
- Raymond Chandler összes Philip Marlowe története, 1-3.; bev. Juhász Viktor; Szukits, Szeged, 2001–2003
  - 1. Hosszú álom / Isten veled, kedvesem! / A magas ablak; ford. Gy. Szentkláray Olga, Juhász Viktor, Lengyel Péter; 2001
    - (Az emeleti ablak címen is – A magas ablak)

  - 2. Asszony a tóban / A kicsi nővér / Elkéstél, Terry!; ford. Szentkláray Olga, Papp Zoltán, Szántai Zsolt; 2002
    - (A hugica címen is – A kicsi nővér)

  - 3. Visszajátszás / Koronatanú / A ceruza / A kínai nyaklánc / Vörös szél / Bűn és bánat / Asszony a tóban / Veszélyes szakma; ford. Szántai Zsolt, Papp Zoltán, Gy. Szentkláray Olga; 2003
- Örök álom; ford. Lengyel Péter; Európa, Bp., 2008 (Európa krimi)
  - (Hosszú álom címen is)
- Asszony a tóban; ford. Gy. Horváth László; Európa, Bp., 2008 (Európa krimi)
- Visszajátszás; ford. Gy. Horváth László; Európa, Bp., 2009 (Európa krimi)
- Hosszú búcsú; ford. Sóvágó Katalin; Európa, Bp., 2009 (Európa krimi)
  - (Elkéstél, Terry! címen is)
- Az emeleti ablak; ford. Tandori Dezső; Európa, Bp., 2009
  - (A magas ablak címen is)
- Az okoskodó gyilkos; ford. Bart István; Európa, Bp., 2010 (Európa krimi)
- A hugica; ford. Bart István; Európa, Bp., 2010 (Európa krimi)
  - (A kicsi nővér címen is)
- Kedvesem, isten veled!; ford. Bart István; Európa, Bp., 2010 (Európa krimi)
- Egy angliai nyár; ford. Bart István; Európa, Bp., 2011 (Európa krimi)
- Az aranyhalak; ford. Bart István; Európa, Bp., 2011 (Európa krimi)

### Egyéb
- Raymond Chandler emlékére. Újabb Philip Marlowe-történetek világhírű krimiszerzőktől; szerk. Byron Preiss, ford. Lehőcz Rudolf, Lehőcz Kornél; Indaba Bt., Bp., 2004